# Renzo Innocenti
Renzo Innocenti (Pistoia, 9 maggio 1950) è un politico e sindacalista italiano.

## Biografia
Perito meccanico, è fin dalla giovane età sindacalista della CGIL, di cui nel 1980 entra nella segreteria provinciale di Pistoia e poi dal 1989 diventa segretario generale della Camera del Lavoro pistoiese. Rimane in carica fino al 1992, anno in cui viene eletto deputato con il Partito Democratico della Sinistra. Conferma il proprio seggio parlamentare anche alle elezioni del 1994 e del 1996 (nella XIII Legislatura è presidente della Commissione Lavoro pubblico e privato della Camera dei deputati) e poi ancora a quelle del 2001 con i Democratici di Sinistra. Termina il mandato nel 2006.